# Bikini của công chúa Leia

Công chúa Leia (thể hiện bởi Carrie Fisher) trong bộ trang phục nô lệ biểu tượng "bikini bằng thau" trong phần Sự trở lại của Jedi (1983)

Bikini của công chúa Leia (hay bộ kim loại bằng thau của công chúa Leia) là một bộ trang phục biểu tượng mặc bởi diễn viên Carrie Fisher thủ vai Công chúa Leia trong bộ phim Star Wars năm 1983 Sự trở lại của Jedi.

## Sáng tạo và phát triển
Aggie Guerard Rodgers tạo ra trang phục cho công ty Industrial Light & Magic, cùng với Nilo Rodis-Jamero. Rodgers nói rằng Lucas chỉ hướng dẫn cô một vài điểm của cảnh lâu đài Jabba, nhưng ông muốn một bộ trang phục đặc biệt. Lucas "muốn 25 thước vải được chảy qua các phân cảnh", nhưng không làm được.
Bộ trang phục lần đầu được phát triển dựa trên một bản phác thảo của Rodis-Jamero. Năm 2006 Rodgers cho biết thiết kế của bộ trang phục lấy cảm hứng từ họa sĩ khoa học viễn tưởng Frank Frazetta, nói rằng "Anh ấy rất thích hình mẫu [phụ nữ]. Trang phục nữ gợi cảm như vậy, tôi nghĩ là khá tuyệt vời." Tác giả Rikke Schubart viết vào năm 2007 rằng bản thiết kế cuối cùng lấy cảm hứng từ bìa của tập chí Fantastic Story Magazine, với hình vẽ của Earle K. Bergey về người phụ nữ mặc trang phục bikini bằng kim loại.

## Thiết kế và nguyên liệu
- "Tôi nhớ lại bộ bikini mình mặc trong "Tập VI": Đó là trang phục các siêu mẫu sẽ phải mặc ở tầng địa ngục thứ bảy."[7][8]

Carrie Fisher nói về thiết kế và chất liệu bộ bikini
Rodgers và các nhân viên tạo ra nhiều phiên bản khác nhau của sợi dây để dùng cho nhiều cảnh khác nhau của bộ phim, bao gồm một mảnh kim loại cứng (chiếc áo ngực bằng đồng thau của nhà điêu khắc Richard Miller, ông được ghi là "trưởng bộ phận nữ trang" trong phim) đối với những cảnh vẫn có Fisher đóng, và một bộ trang phục bằng cao su dành cho cả cô và nữ diễn viên đóng thế Tracy Eddon để có thể mặc thoải mái trong các pha mạo hiểm. Các nhà thiết kế trang phục cũng đã tạo một khuôn mẫu bán thân Carrie Fisher để có thể thiết kế bộ bikini phù hợp. Ngoài ra trước khi mặc bộ đồ, Carrie Fisher còn bị ép phải giảm cân để mặc vừa bộ bikini.
Phần trênBao gồm một cái yếm bằng đồng, gắn với một sợi dây.
Phần dướiGồm một miếng đồng và một cái khố làm từ len.
Phụ kiệnFisher đi một đôi ủng cao bằng da thú, tóc đuôi ngựa của cô được vắt bên vai phải, 2 vòng tay và vòng cổ tay. Trên cổ của cô cũng có một vòng dây xích, buộc cô vào Jabba.

## Đón nhận
Xuất hiện trong 2 cảnh, trang phục đã biến Carrie Fisher thành một biểu tượng sex và thường được mặc bởi fan Star Wars vào các lễ kỉ niệm. Trang phục đã trở thành biểu tượng và có nhiều hàng ăn theo và cả một trang fansite riêng. Bộ trang phục cũng trở thành một bộ đồ Halloween phổ biến. Một biên tập viên của Wired cho biết lý do duy nhất làm nên sự nổi tiếng của bộ trang phục, "không còn nghi ngờ gì nữa, cảnh Carrie Fisher trong bộ đồ tắm sci-fi bằng vàng đã khắc sâu vào tiềm thức nhễ nhại của thế hệ fanboy đương tuổi dậy thì hồi mùa xuân năm 1983". Ngày 1 tháng 10 năm 2015, bộ bikini vốn là biểu tượng của loạt phim Star Wars được đem bán trong một cuộc đấu giá cùng hơn nhiều hiện vật của loạt phim, diễn ra ngày tập thứ bảy Star Wars: Thần lực thức tỉnh. Khởi điểm với mức giá 80.000 USD, bộ bikini trở thành món đồ được săn đón nhất trong lịch sử đấu giá trực tuyến khi được trả tới 96.000 USD (tương đương hơn 2 tỉ đồng tiền Việt Nam).

### Phân tích và Đánh giá
Bộ trang phục bị phê bình là Fan service và thúc đẩy biến nữ giới thành đối tượng tình dục. Carrie Fisher rất không thích bộ đồ vì bộ quần áo không di chuyển theo người cô, khi cô nằm xuống thì phần trên và dưới sẽ vẫn giữ nguyên vị trí đó. Chính vì vậy, cô sẽ bị lộ hết vòng một và phần nhạy cảm phía dưới.
Noah Berlatsky lập luận rằng bộ bikini mang ý nghĩa sâu xa hơn là chức năng một công cụ tình dục, ông nói bộ trang phục đại diện cho một giai đoạn quan trọng trong mối quan hệ phức tạp của công chúa Leia với Han Solo.

### Người nổi tiếng

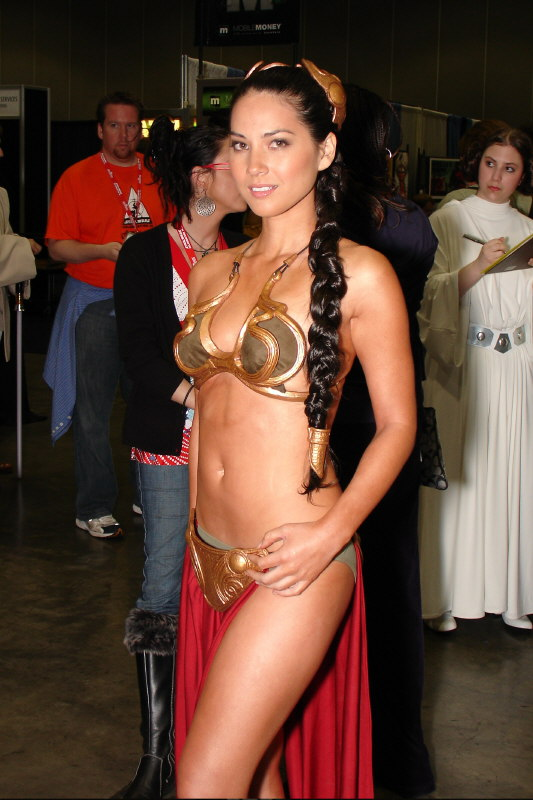
Nữ diễn viên Olivia Munn trong bộ bikini.

Có nhiều người nổi tiếng khác cũng từng mặc bộ đồ. Melissa Joan Hart, ngôi sao của hai chương trình Clarissa Explains It All và Sabrina, the Teenage Witch, đã bị chụp ảnh mặc bộ bikini trong một bữa tiệc trang phục. Kerri Kasem, người dẫn radio và truyền hình cũng bị chụp mặc bộ đồ. Nữ diễn viên/người mẫu Phoebe Price đã mặc bộ bikini tại sự kiện San Diego Comic-Con quốc tế năm 2010. Liana K, đồng dẫn chương trình của Ed & Red's Night Party và một cosplayer nổi tiếng, xuất hiện tại sự kiện Calgary Comic and Entertainment Expo 2008 khi mặc bộ bikini nô lệ của Leia. Danh hài Amy Schumer cũng mặc một bản sao của bộ nô lệ Leia trên bìa tạp chí GQ vào tháng 8 năm 2015.